# Carl Friedrich von Staal
Carl Friedrich von Staal (* 13. November 1721 in Haehl; † 6. Februar 1789 in Jerwakand) war ein russischer Brigadier im Dienst Katharina II. und estländischer Großgrundbesitzer. Für kurze Zeit gehörte er der livländischen Regierung an. Auf seinem Familiensitz ließ er einen Landschaftsgarten anlegen.

## Leben
Carl Friedrich von Staal war Angehöriger der estländischen Adelsfamilie von Staal, er selbst Sohn von Friedrich Johann von Staal († 1767). Carl (auch Karl) wurde in Haehl im Kirchspiel Jörden (heute Gemeinde Kehtna) geboren. Einem Studium in Kiel schloss sich eine Zeit zunächst im französischen, danach im russischen Militärdienst an, wo er den Rang eines Majors erreichte.
Katharina II. bestimmte von Staal 1765 zum Erzieher der unter ihrer und Friedrich August von Holstein-Gottorfs Vormundschaft stehenden Prinzenbrüder Wilhelm August (1759–1774) und Peter Friedrich Ludwig. Sie beförderte ihn zum Oberst. Seine Aufgabe bestand darin, die Prinzen in Gesellschaft eines kleinen Hofstaates von Bediensteten und Hauslehrern auf einer umfassenden Bildungsreise von Eutin über Bern nach Bologna, wo die Gruppe 1769 eintraf, zu begleiten. Von dort reiste er mit seinen Schützlingen nach Sankt Petersburg.
Zum Dank für die fast achtjährige Zeit wurde von Staal zum Brigadier befördert und mit den bei Pernau gelegenen Gutshöfen Könno und Kerkau beschenkt. Von 1783 bis 1784 war er im Rat der Livländischen Regierung in Riga tätig.
Ab 1785 lebte von Staal auf seinem Familiensitz Jerwakand, wo er ein neues Herrenhaus errichten ließ und sein Anwesen durch Anlage eines Landschaftsgartens im zeitgenössisch modernen, englischen Stil verschönerte. Er erwarb drei weitere landwirtschaftliche Güter.
Die Fertigstellung seines Gartens erlebte von Staal nicht mehr. Er starb 1789 und wurde in Jerwakand beigesetzt. (Nach dem in Estland bis 1918 gebräuchlichen Julianischen Kalender lauten seine Lebensdaten: 2. November 1721 – 26. Januar 1789.)